# Myrmelachista bruchi
Myrmelachista bruchi är en myrart som beskrevs av Santschi 1922. Myrmelachista bruchi ingår i släktet Myrmelachista och familjen myror. Inga underarter finns listade i Catalogue of Life.